# Ptilinop de Rapa
El ptilinop de Rapa (Ptilinopus huttoni) és una espècie d'ocell de la família dels colúmbids (Columbidae) endèmic dels boscos de Rapa, a les illes Australs.